# Sales (São Paulo)
Sales is een gemeente in de Braziliaanse deelstaat São Paulo. De gemeente telt 5.399 inwoners (schatting 2009).

## Aangrenzende gemeenten
De gemeente grenst aan Adolfo, Irapuã, Mendonça, Novo Horizonte en Sabino.